# Oadby
Oadby – miasto w Anglii, w hrabstwie Leicestershire, w dystrykcie Oadby and Wigston. Leży 6 km na południowy wschód od miasta Leicester i 138 km na północny zachód od Londynu. Miasto liczy 22 729 mieszkańców.